# 10403 Marcelgrün
10403 Marcelgrün è un asteroide della fascia principale. Scoperto nel 1997, presenta un'orbita caratterizzata da un semiasse maggiore pari a 2,2425995 UA e da un'eccentricità di 0,0929034, inclinata di 4,85875° rispetto all'eclittica. Il suo diametro è circa 3,6 km.
L'asteroide è dedicato all'astronomo ceco Marcel Grün (1946), direttore del Planetario di Praga (Planetárium Praha) e impegnato nella divulgazione scientifica dell'astronautica.